# Tagdemt
Tagdemt là một đô thị thuộc tỉnh Tiaret, Algérie. Dân số thời điểm năm 2002 là 4.09 người.